# John Burra

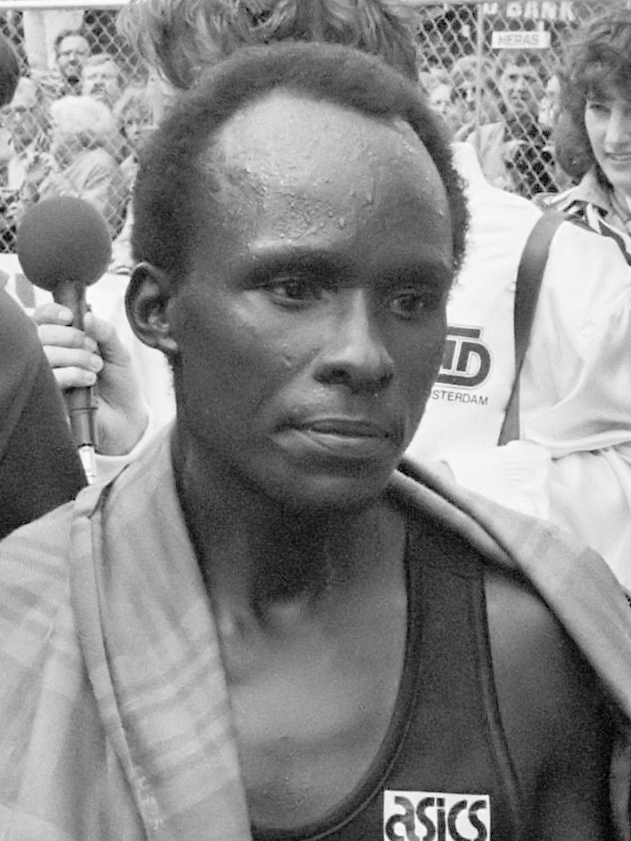
John Burra, 1987

John Burra (* 8. August 1962 in Tansania) ist ein ehemaliger tansanischer Langstreckenläufer. Seine persönlichen Bestmarken sind 1:02:28 h beim Halbmarathon 1988 in Stockholm und 2:11:27 h beim Marathon 1986 in Tokio. Nach anderen Angaben ist sein Geburtsdatum der 20. November 1965.

## Ergebnisse
| Jahr | Bewerb                              | Ort                    | Typ      | Rang | Zeit (h) |
| ---- | ----------------------------------- | ---------------------- | -------- | ---- | -------- |
| 1986 | Tokio-Marathon                      | Tokio, Japan           | Marathon | 6    | 2:11:27  |
| 1986 | Amsterdam-Marathon                  | Amsterdam, Niederlande | Marathon | 2    | 2:15:24  |
| 1986 | America’s Chicago                   | Chicago, USA           | Marathon | 6    | 2:13:36  |
| 1987 | Amsterdam-Marathon                  | Amsterdam, Niederlande | Marathon | 1    | 2:12:40  |
| 1988 | Boston-Marathon                     | Boston, USA            | Marathon | 18   | 2:17:11  |
| 1988 | Olympische Sommerspiele             | Seoul, Korea           | Marathon | 43   | 2:24:17  |
| 1989 | Fukuoka-Marathon                    | Fukuoka, Japan         | Marathon | 31   | 2:23:29  |
| 1990 | Fukuoka Marathon                    | Fukuoka, Japan         | Marathon | 12   | 2:16:47  |
| 1991 | Moscow International Peace Marathon | Moskau, Russland       | Marathon | 1    | 2:13:05  |
| 1991 | Madrid-Marathon                     | Madrid, Spanien        | Marathon | 1    | 2:12:19  |
| 1991 | New-York-City-Marathon              | New York, USA          | Marathon | 18   | 2:18:58  |
| 1992 | Catalunya-Marathon                  | Barcelona, Spanien     | Marathon | 1    | 2:12:46  |